# Чемпионат Беларуси по боксу 2018
Чемпионат Белоруссии по боксу 2018 года среди мужчин и женщин проходил во Дворце спорта «Уручье» в Минске 10—14 апреля. Участвовало 90 боксёров, включая 20 женщин. Лучшим тренером чемпионата стал Сергей Пьянов, спортсменом — Вадим Панков.

## Медалисты мужчины
| Весовая категория | Золото                                 | Серебро                                  | Бронза                                                                     |
| ----------------- | -------------------------------------- | ---------------------------------------- | -------------------------------------------------------------------------- |
| до 49 кг          | Станислав Проценко Брестская область   |                                          |                                                                            |
| до 52 кг          | Александр Бутрим Брестская область     | Илья Игоренко Витебская область          |                                                                            |
| до 56 кг          | Николай Шах Минск                      | Антон Наханьков Минск                    | Максим Лямаченко Брестская область Евгений Шабельник Брестская область     |
| до 60 кг          | Егор Курбанов Брестская область        | Антон Черномаз Могилёвская область       | Сергей Лобан Минск Сергей Ткачёв Витебская область                         |
| до 64 кг          | Евгений Долголевец Минская область     | Вазген Сафарьянц Минск                   | Денис Гузов Могилёвская область Максим Вислоух Гомельская область          |
| до 69 кг          | Павел Костромин Брестская область      | Алексей Дернов Минская область           | Дмитрий Вишневский Витебская область Вячеслав Вишневский Витебская область |
| до 75 кг          | Вадим Панков Гомельская область        | Виталий Бондаренко Минск                 | Егор Скоморох Брестская область Антон Стельмахов Витебская область         |
| до 81 кг          | Михаил Долголевец Минская область      | Глеб Синькевич Витебская область         |                                                                            |
| до 91 кг          | Владислав Смягликов Гомельская область | Александр Мельниченко Гомельская область | Сергей Корнеев Минск Сергей Попелюх Гомельская область                     |
| свыше 91 кг       | Дмитрий Макаревич Минск                | Илья Кулиненко Могилёвская область       |                                                                            |

## Медалисты женщины
| Весовая категория | Золото                               | Серебро                                 | Бронза                                                    |
| ----------------- | ------------------------------------ | --------------------------------------- | --------------------------------------------------------- |
| до 48 кг          | Ольга Лущик Минск                    |                                         |                                                           |
| до 51 кг          | Ольга Степаненко Гомельская область  | Ольга Терехова Гродненская область      |                                                           |
| до 54 кг          | Юлия Апанасович Гомельская область   | Вероника Профовьева Могилёвская область | Анна Тадеуш Могилёвская область Александра Корпович Минск |
| до 57 кг          | Галина Бруевич Гомельская область    | Ангелина Путицкая Минск                 |                                                           |
| до 60 кг          | Алла Яршевич Минск                   |                                         |                                                           |
| до 64 кг          | Антонина Аксенова Гомельская область |                                         |                                                           |
| до 69 кг          | Алина Вебер Гомельская область       | Алина Логутенок Могилёвская область     |                                                           |
| до 81 кг          | Виктория Кебикова Гомельская область | -                                       | -                                                         |